# Bạch đàn xanh
Bạch đàn xanh hay khuynh diệp cầu (danh pháp hai phần: Eucalyptus globulus) là loài thực vật có hoa trong Họ Đào kim nương. Loài này được Labill. mô tả khoa học đầu tiên năm 1800.
Đây là là một loại cây thường xanh, một trong những cây được trồng rộng rãi nhất bản địa Úc. Chúng thường cao từ 30–55 m. Mẫu vật cao nhất hiện nay ở Tasmania cao 90,7 m. Có những tuyên bố lịch sử về những cây cao hơn, cao nhất là 101 m. Sự phân bố tự nhiên của các loài bao gồm Tasmania và phía nam Victoria (đặc biệt là dãy Otway và miền Nam Gippsland). Cũng có những sự kiện biệt lập trên Đảo King và Đảo Flinders ở Eo biển Bass và trên đỉnh của sông Yang gần Geelong. Có những sự kiện tự nhiên không xuất xứ ở Tây Ban Nha và Bồ Đào Nha, và các phần khác của Nam Âu bao gồm Síp, Nam Châu Phi, New Zealand, Tây Hoa Kỳ (California), Hawaii, Macaronesia, và Kavkaz (Tây Gruzia).
Cuộc thám hiểm d'Entrecasteaux đã khiến người sử dụng ngay lập tức các loài khi chúng phát hiện ra nó, gỗ được sử dụng để nâng cấp thuyền của họ. Hoa loài bạch đàn xanh này được tuyên bố là hoa biểu tượng của Tasmania vào ngày 27 tháng 11 năm 1962.

## Hình ảnh

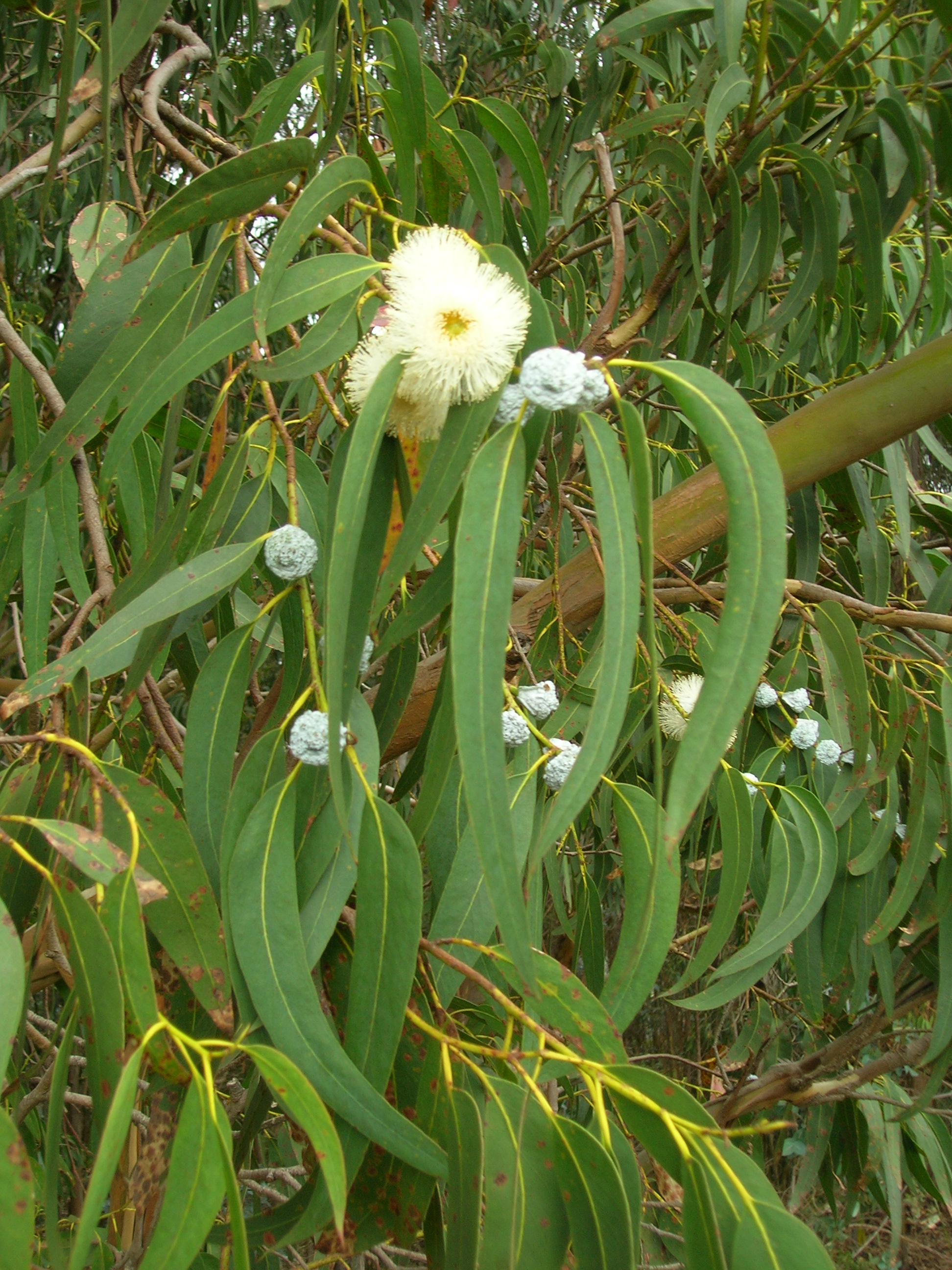
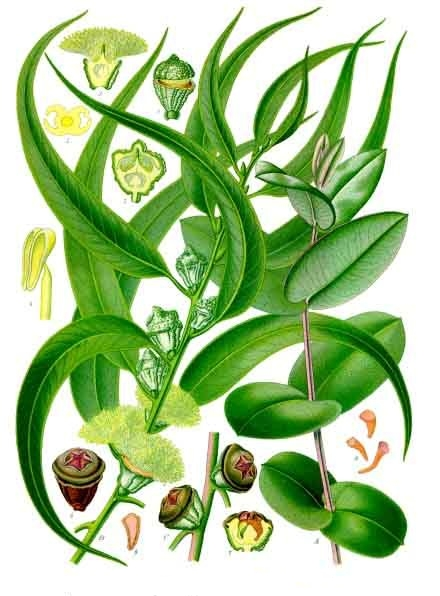
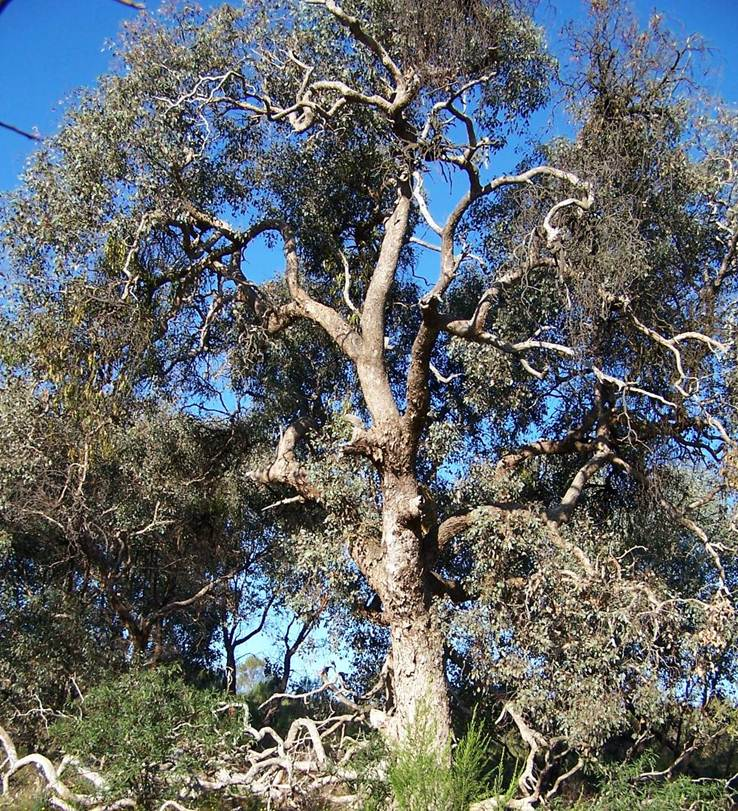
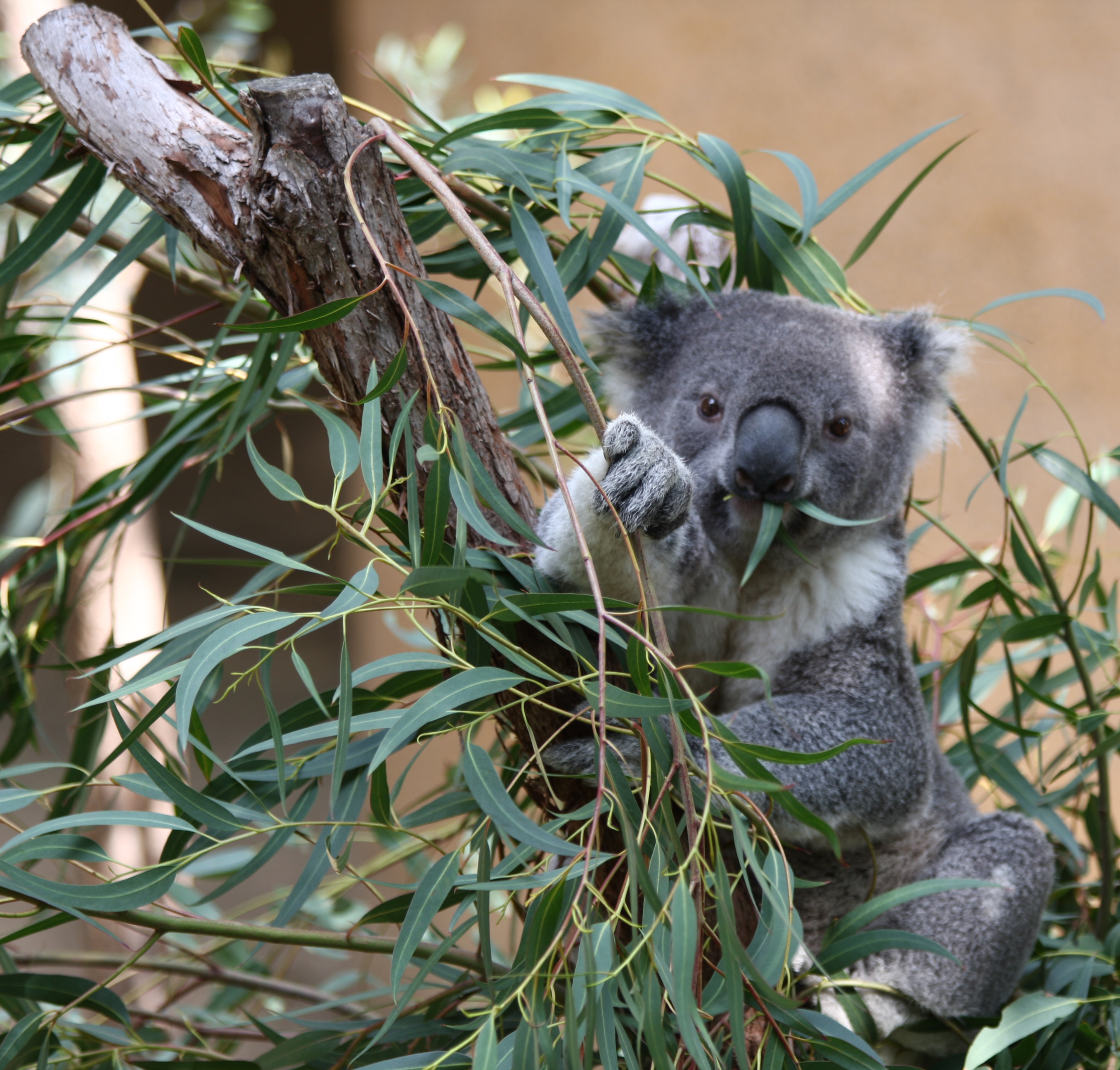